# Bumpy Ride
Bumpy Ride is een nummer van de Zweeds-Congolese zanger Mohombi, dat op 24 augustus 2010 als debuutsingle werd uitgebracht door Universal Records. Het nummer werd geproduceerd door RedOne. Het nummer zal eveneens verschijnen op zijn debuutalbum Movemeant.
De single kwam op 31 juli 2010 op de 26ste plaats binnen in de Tipparade van de Nederlandse Top 40 en werd twee weken later Alarmschijf op Radio 538 en steeg hierdoor naar de eerste plaats van de Tipparade. In de Single Top 100 miste het nummer net de hoogste positie.

## Hitnoteringen

### Nederlandse Top 40
| Hitnotering: 21-08-2010 t/m 11-12-2010 | Hitnotering: 21-08-2010 t/m 11-12-2010 | Hitnotering: 21-08-2010 t/m 11-12-2010 | Hitnotering: 21-08-2010 t/m 11-12-2010 | Hitnotering: 21-08-2010 t/m 11-12-2010 | Hitnotering: 21-08-2010 t/m 11-12-2010 | Hitnotering: 21-08-2010 t/m 11-12-2010 | Hitnotering: 21-08-2010 t/m 11-12-2010 | Hitnotering: 21-08-2010 t/m 11-12-2010 | Hitnotering: 21-08-2010 t/m 11-12-2010 | Hitnotering: 21-08-2010 t/m 11-12-2010 | Hitnotering: 21-08-2010 t/m 11-12-2010 | Hitnotering: 21-08-2010 t/m 11-12-2010 | Hitnotering: 21-08-2010 t/m 11-12-2010 | Hitnotering: 21-08-2010 t/m 11-12-2010 | Hitnotering: 21-08-2010 t/m 11-12-2010 | Hitnotering: 21-08-2010 t/m 11-12-2010 | Hitnotering: 21-08-2010 t/m 11-12-2010 | Hitnotering: 21-08-2010 t/m 11-12-2010 |
| Week:                                  | 1                                      | 2                                      | 3                                      | 4                                      | 5                                      | 6                                      | 7                                      | 8                                      | 9                                      | 10                                     | 11                                     | 12                                     | 13                                     | 14                                     | 15                                     | 16                                     | 17                                     |                                        |
| -------------------------------------- | -------------------------------------- | -------------------------------------- | -------------------------------------- | -------------------------------------- | -------------------------------------- | -------------------------------------- | -------------------------------------- | -------------------------------------- | -------------------------------------- | -------------------------------------- | -------------------------------------- | -------------------------------------- | -------------------------------------- | -------------------------------------- | -------------------------------------- | -------------------------------------- | -------------------------------------- | -------------------------------------- |
| Positie:                               | 23                                     | 12                                     | 5                                      | 4                                      | 4                                      | 3                                      | 2                                      | 1                                      | 2                                      | 2                                      | 2                                      | 4                                      | 5                                      | 8                                      | 11                                     | 15                                     | 30                                     | uit                                    |

### NederlandseSingle Top 100
| Hitnotering: 14-08-2010 t/m 22-01-2011 | Hitnotering: 14-08-2010 t/m 22-01-2011 | Hitnotering: 14-08-2010 t/m 22-01-2011 | Hitnotering: 14-08-2010 t/m 22-01-2011 | Hitnotering: 14-08-2010 t/m 22-01-2011 | Hitnotering: 14-08-2010 t/m 22-01-2011 | Hitnotering: 14-08-2010 t/m 22-01-2011 | Hitnotering: 14-08-2010 t/m 22-01-2011 | Hitnotering: 14-08-2010 t/m 22-01-2011 | Hitnotering: 14-08-2010 t/m 22-01-2011 | Hitnotering: 14-08-2010 t/m 22-01-2011 | Hitnotering: 14-08-2010 t/m 22-01-2011 | Hitnotering: 14-08-2010 t/m 22-01-2011 | Hitnotering: 14-08-2010 t/m 22-01-2011 |
| Week:                                  | 1                                      | 2                                      | 3                                      | 4                                      | 5                                      | 6                                      | 7                                      | 8                                      | 9                                      | 10                                     | 11                                     | 12                                     | 13                                     |
| -------------------------------------- | -------------------------------------- | -------------------------------------- | -------------------------------------- | -------------------------------------- | -------------------------------------- | -------------------------------------- | -------------------------------------- | -------------------------------------- | -------------------------------------- | -------------------------------------- | -------------------------------------- | -------------------------------------- | -------------------------------------- |
| Positie:                               | 28                                     | 9                                      | 2                                      | 4                                      | 4                                      | 4                                      | 4                                      | 4                                      | 7                                      | 7                                      | 8                                      | 7                                      | 11                                     |
| Week:                                  | 14                                     | 15                                     | 16                                     | 17                                     | 18                                     | 19                                     | 20                                     | 21                                     | 22                                     | 23                                     | 24                                     |                                        |                                        |
| Positie:                               | 20                                     | 21                                     | 37                                     | 50                                     | 47                                     | 70                                     | 65                                     | 63                                     | 55                                     | 69                                     | 95                                     | uit                                    |                                        |

### VlaamseUltratop 50
| Hitnotering: (Week 1 t/m 15) 11-09-2010 t/m 18-12-2010 Hitnotering: (Week 16) 01-01-2010 | Hitnotering: (Week 1 t/m 15) 11-09-2010 t/m 18-12-2010 Hitnotering: (Week 16) 01-01-2010 | Hitnotering: (Week 1 t/m 15) 11-09-2010 t/m 18-12-2010 Hitnotering: (Week 16) 01-01-2010 | Hitnotering: (Week 1 t/m 15) 11-09-2010 t/m 18-12-2010 Hitnotering: (Week 16) 01-01-2010 | Hitnotering: (Week 1 t/m 15) 11-09-2010 t/m 18-12-2010 Hitnotering: (Week 16) 01-01-2010 | Hitnotering: (Week 1 t/m 15) 11-09-2010 t/m 18-12-2010 Hitnotering: (Week 16) 01-01-2010 | Hitnotering: (Week 1 t/m 15) 11-09-2010 t/m 18-12-2010 Hitnotering: (Week 16) 01-01-2010 | Hitnotering: (Week 1 t/m 15) 11-09-2010 t/m 18-12-2010 Hitnotering: (Week 16) 01-01-2010 | Hitnotering: (Week 1 t/m 15) 11-09-2010 t/m 18-12-2010 Hitnotering: (Week 16) 01-01-2010 | Hitnotering: (Week 1 t/m 15) 11-09-2010 t/m 18-12-2010 Hitnotering: (Week 16) 01-01-2010 | Hitnotering: (Week 1 t/m 15) 11-09-2010 t/m 18-12-2010 Hitnotering: (Week 16) 01-01-2010 | Hitnotering: (Week 1 t/m 15) 11-09-2010 t/m 18-12-2010 Hitnotering: (Week 16) 01-01-2010 | Hitnotering: (Week 1 t/m 15) 11-09-2010 t/m 18-12-2010 Hitnotering: (Week 16) 01-01-2010 | Hitnotering: (Week 1 t/m 15) 11-09-2010 t/m 18-12-2010 Hitnotering: (Week 16) 01-01-2010 | Hitnotering: (Week 1 t/m 15) 11-09-2010 t/m 18-12-2010 Hitnotering: (Week 16) 01-01-2010 | Hitnotering: (Week 1 t/m 15) 11-09-2010 t/m 18-12-2010 Hitnotering: (Week 16) 01-01-2010 | Hitnotering: (Week 1 t/m 15) 11-09-2010 t/m 18-12-2010 Hitnotering: (Week 16) 01-01-2010 | Hitnotering: (Week 1 t/m 15) 11-09-2010 t/m 18-12-2010 Hitnotering: (Week 16) 01-01-2010 | Hitnotering: (Week 1 t/m 15) 11-09-2010 t/m 18-12-2010 Hitnotering: (Week 16) 01-01-2010 |
| Week:                                                                                    | 1                                                                                        | 2                                                                                        | 3                                                                                        | 4                                                                                        | 5                                                                                        | 6                                                                                        | 7                                                                                        | 8                                                                                        | 9                                                                                        | 10                                                                                       | 11                                                                                       | 12                                                                                       | 13                                                                                       | 14                                                                                       | 15                                                                                       |                                                                                          | 16                                                                                       |                                                                                          |
| ---------------------------------------------------------------------------------------- | ---------------------------------------------------------------------------------------- | ---------------------------------------------------------------------------------------- | ---------------------------------------------------------------------------------------- | ---------------------------------------------------------------------------------------- | ---------------------------------------------------------------------------------------- | ---------------------------------------------------------------------------------------- | ---------------------------------------------------------------------------------------- | ---------------------------------------------------------------------------------------- | ---------------------------------------------------------------------------------------- | ---------------------------------------------------------------------------------------- | ---------------------------------------------------------------------------------------- | ---------------------------------------------------------------------------------------- | ---------------------------------------------------------------------------------------- | ---------------------------------------------------------------------------------------- | ---------------------------------------------------------------------------------------- | ---------------------------------------------------------------------------------------- | ---------------------------------------------------------------------------------------- | ---------------------------------------------------------------------------------------- |
| Positie:                                                                                 | 28                                                                                       | 20                                                                                       | 16                                                                                       | 18                                                                                       | 10                                                                                       | 7                                                                                        | 8                                                                                        | 12                                                                                       | 9                                                                                        | 7                                                                                        | 14                                                                                       | 20                                                                                       | 22                                                                                       | 25                                                                                       | 42                                                                                       | uit                                                                                      | 49                                                                                       | uit                                                                                      |